# Polizeiruf 110: Eine fast perfekte Sache
Eine fast perfekte Sache ist ein deutscher Kriminalfilm von Helmut Krätzig aus dem Jahr 1976. Der Fernsehfilm erschien als 40. Folge der Filmreihe Polizeiruf 110.

## Handlung
Die Diebesbande um Rosi Voss, Keule und den Anführer Bernd geht bei ihren Einbrüchen raffiniert vor. Stets wird das Objekt vorher in Augenschein genommen, so antwortete einer der Einbrecher zum Beispiel auf ein Inserat einer Dame, die ihr Silberbesteck verkaufen wollte, und sah sich Besteck und Wohnung an. Anschließend wird dem Bewohner bei einem Einkauf die Tasche gestohlen und der Hausschlüssel gegen einen anderen Schlüsselbund ausgetauscht. Die Tasche wird im Laden an der Information abgegeben, die über den Ausweis dann den Besitzer ausruft. Bis der ausgetauschte Schlüssel bemerkt wird, haben die drei Einbrecher längst die Wohnung nach Wertsachen durchsucht und sind geflohen. Bei Rita Geier gehen die Täter genauso vor und erscheinen als vermeintliche Klempner in der Wohnung, wodurch sie bei den Nachbarn kein Misstrauen erregen. Beim Einbruch in die Wohnung von Frau Hirte hingegen treffen sie deren kranke Enkeltochter Isa an, die die vermeintlichen Ärzte ausfragt. Bernd verabreicht dem Mädchen eine Überdosis Schlaftabletten, bevor das Trio an die Arbeit geht. Keule, der Schichtarbeiter ist, benachrichtigt schließlich von der Arbeitsstelle aus anonym die Polizei, und Isa kann gerade noch gerettet werden.
Bernd, als intellektueller Kopf des Trios, beschließt nach dem nunmehr sechsten Bruch in Folge erst einmal eine Pause einzulegen. Zwar sind Rosi und Keule eher dagegen, fügen sich jedoch. Das Diebesgut haben die drei im Sommerhaus des Juweliers und Goldschmieds Friedrich Bader gelagert. Bader ist der Chef von Rosi und nutzt das Haus im Winter nicht. Als er dennoch mal nach dem Rechten sehen will, stößt er auf die gestohlenen Sachen. Er ruft die Polizei, die das Haus nun observiert. Wachtmeister Lutz Subras ist vor Ort, andere Polizisten warten im Streifenwagen. Das Trio hingegen hat längst bemerkt, dass ihr Versteck entdeckt wurde. Sie benachrichtigen einen Nachbarn von Bader, dass sich jemand in Baders Haus befinde. Als der Nachbar, der einen Schlüssel zu Baders Haus besitzt, und ein Bekannter nachsehen, werden sie von Lutz Subras für die Einbrecher gehalten und festgenommen. Während Subras und andere Polizisten die beiden abführen, nehmen Bernd und Keule einen Großteil der eingelagerten Beute an sich. Oberleutnant Peter Fuchs und Leutnant Vera Arndt sind peinlich berührt, dass sie vorgeführt worden sind. Sie wissen nun jedoch, dass der Täter aus dem Umfeld von Friedrich Bader stammen muss. Nur er und der ABV wussten, dass die Polizei das Versteck entdeckt hatte. Isa berichtet den Ermittlern, dass zwei Männer und eine „schicke Frau“ die Einbrecher waren. Die Polizisten legen einen Köder aus.
Die alte Frau Bernhardt erscheint mit einem wertvollen Schmuckstück bei Friedrich Bader, um den Verschluss reparieren zu lassen. Rosi Voss nimmt das Stück entgegen und erscheint wenig später bei Frau Bernhardt, um einen neuen Reparaturbon vorbeizubringen, sei der alte doch verloren gegangen. Sie besieht sich die mit Antiquitäten und kostbaren Bildern ausgestattete Wohnung genau. Wenig später versucht sie, Bernd für einen Einbruch in die Wohnung zu gewinnen. Der lehnt rigoros ab. Rosi hat Bernd an seiner Arbeitsstelle aufgesucht – er arbeitet in der Bäckerei seines Vaters – und sieht nun, wie Bernd von seinem Vater beschimpft wird, dass er seine Liebschaft bis in die Bäckerei mitbringe. Sie verliert den Respekt vor Bernd und überredet nun Keule, mit ihr zusammen den Einbruch auszuführen. Bei ihren Vorbereitungen wird jeder Schritt von der Polizei überwacht. Sie entwenden Frau Bernhardt auf einem Markt die Handtasche. Allerdings misslingt der Versuch Keules, einen Fluchtwagen zu stehlen. Bernd jedoch rettet sie mit seinem Wagen und will den Einbruch erfolgreich zu Ende führen. Er misstraut der Angelegenheit aber und lässt einen Jungen in der Wohnung von Frau Bernhardt einen braunen Einkaufsbeutel für die vermeintlich gehbehinderte Rosi holen. Peter Fuchs und Vera Arndt, die in der Wohnung warten, verstecken sich im Hausflur. Als der Junge mit einer großen Einkaufstasche die Wohnung verlässt, wird er von einem Hausbewohner aufgehalten, der bei der Beschreibung von Auftraggeberin Rosi misstrauisch wird. Als der Junge mit dem Hausbewohner vor der Tür erscheint, flüchtet das Trio. Peter Fuchs und Vera Arndt leiten die Verfolgung ein, und bald darauf kann das Trio gestellt werden. Alle drei werden verhaftet, und Frau Bernhardt erhält von Peter Fuchs und Vera Arndt zum Dank für ihre Mitarbeit einen großen Blumenstrauß.

## Produktion
Eine fast perfekte Sache wurde vom 17. Februar bis 26. März 1976 in Berlin, Potsdam, Gera und Wittenberg gedreht. Die Kostüme des Films schuf Waltraud Damm, die Filmbauten stammen von K.P.M. Wulff. Der Film erlebte am 11. Juli 1976 im 1. Programm des Fernsehens der DDR seine Fernsehpremiere. Die Zuschauerbeteiligung lag bei 58,3 Prozent.
Es war die 40. Folge der Filmreihe Polizeiruf 110. Oberleutnant Peter Fuchs ermittelte in seinem 24. Fall, Leutnant Vera Arndt in ihrem 29. Fall und Wachtmeister Lutz Subras in seinem 23. Fall.